# Unione Sportiva Vibonese Calcio 2006-2007
Questa voce raccoglie le informazioni riguardanti dell'Unione Sportiva Vibonese Calcio nelle competizioni ufficiali della stagione 2006-2007.

## Rosa
| N. |                      | Ruolo | Calciatore              |
| -- | -------------------- | ----- | ----------------------- |
| -  | Italia (bandiera)    | A     | Emanuele Alessandrì     |
| -  | Argentina (bandiera) | P     | Mauricio Josè Bastiera  |
| -  | Italia (bandiera)    | D     | Antonio Calabrò         |
| -  | Italia (bandiera)    | C     | Giovanni Campo          |
| -  | Italia (bandiera)    | A     | Andrea Casavecchia      |
| -  | Italia (bandiera)    | D     | Ferdinando Catalucci    |
| -  | Italia (bandiera)    | C     | Giovanbattista Cordiano |
| -  | Italia (bandiera)    | D     | Demetrio Cutrupi        |
| -  | Italia (bandiera)    | A     | Andrea D'Amble          |
| -  | Italia (bandiera)    | C     | Francesco De Falco      |
| -  | Italia (bandiera)    | C     | Daniele De Pascali      |
| -  | Italia (bandiera)    | A     | Nunzio Di Dio           |
| -  | Italia (bandiera)    | C     | Gaetano Di Mauro        |

| N. |                    | Ruolo | Calciatore             |
| -- | ------------------ | ----- | ---------------------- |
| -  | Italia (bandiera)  | D     | Roberto Falivena       |
| -  | Italia (bandiera)  | C     | Emanuel Ferraro        |
| -  | Italia (bandiera)  | P     | Giuseppe Graci         |
| -  | Italia (bandiera)  | C     | Giuseppe Guastella     |
| -  | Marocco (bandiera) | A     | Jonis Khoris           |
| -  | Italia (bandiera)  | A     | Giuseppe Madonia       |
| -  | Italia (bandiera)  | C     | Ivan Carmelo Moschella |
| -  | Italia (bandiera)  | D     | Antonio Orefice        |
| -  | Italia (bandiera)  | D     | Giuseppe Quintoni      |
| -  | Italia (bandiera)  | D     | Aniello Vitiello       |
| -  | Italia (bandiera)  | A     | Domenico Zampaglione   |
| -  | Italia (bandiera)  | D     | Cosimo Zangla          |